# Palau op de Olympische Zomerspelen 2008

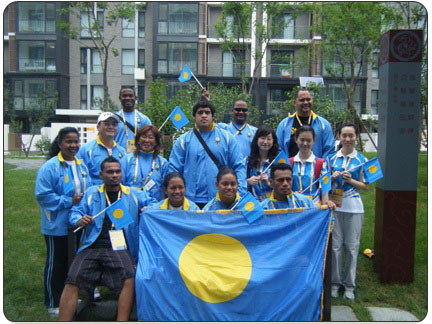
De Olympische delegatie van 2008

Palau nam deel aan de Olympische Zomerspelen 2008 in Peking, China.
Palau debuteerde op de Zomerspelen in 2000 en deed in 2008 voor de derde keer mee. Net als bij de vorige twee deelnames won het geen medaille.

## Deelnemers & Resultaten

### Atletiek
| Olympiër        | Discipline | Resultaat | Prestatie              |
| --------------- | ---------- | --------- | ---------------------- |
| Jesse Tamangrow | 100m (m)   | 74e       | serie 7: 7de in 11,38  |
|                 |            |           |                        |
| Peoria Koshiba  | 100m (v)   | 74e       | serie 1: 8ste in 13,18 |

### Worstelen
| Olympiër                 | Discipline  | Resultaat   | Prestatie                                             |
| Vrije stijl              | Vrije stijl | Vrije stijl | Vrije stijl                                           |
| ------------------------ | ----------- | ----------- | ----------------------------------------------------- |
| Florian Skilang Temengil | -120kg (m)  | 16e         | kwalificatie: vrij 1ste ronde: V van HUN Aubéli: 1-3  |
| Grieks-Romeins           |             |             |                                                       |
| Elgin Loren Elwais       | -55kg (m)   | 19e         | kwalificatie: vrij 1ste ronde: V van IRI Sourian: 0-3 |

### Zwemmen
| Olympiër     | Discipline         | Resultaat | Prestatie             |
| ------------ | ------------------ | --------- | --------------------- |
| Amber Yobech | 50m vrije slag (m) | 71e       | serie 3: 3de in 30,00 |

Afghanistan · Albanië · Algerije · Amerikaanse Maagdeneilanden · Amerikaans-Samoa · Andorra · Angola · Antigua en Barbuda · Argentinië · Armenië · Aruba · Australië · Azerbeidzjan · Bahama's · Bahrein · Bangladesh · Barbados · België · Belize · Benin · Bermuda · Bhutan · Bolivia · Bosnië en Herzegovina · Botswana · Brazilië · Britse Maagdeneilanden · Bulgarije · Burkina Faso · Burundi · Cambodja · Canada · Centraal-Afrikaanse Republiek · Chili · China · Chinees Taipei · Colombia · Comoren · Congo-Brazzaville · Congo-Kinshasa · Cookeilanden · Costa Rica · Cuba · Cyprus · Denemarken · Djibouti · Dominica · Dominicaanse Republiek · Duitsland · Ecuador · Egypte · El Salvador · Equatoriaal-Guinea · Eritrea · Estland · Ethiopië · Fiji · Filipijnen · Finland · Frankrijk · Gabon · Gambia · Georgië · Ghana · Grenada · Griekenland · Groot-Brittannië · Guam · Guatemala · Guinee · Guinee‑Bissau · Guyana · Haïti · Honduras · Hongarije · Hongkong · Ierland · IJsland · India · Indonesië · Irak · Iran · Israël · Italië · Ivoorkust · Jamaica · Japan · Jemen · Jordanië · Kaaimaneilanden · Kaapverdië · Kameroen · Kazachstan · Kenia · Kirgizië · Kiribati · Koeweit · Kroatië · Laos · Lesotho · Letland · Libanon · Liberia · Libië · Liechtenstein · Litouwen · Luxemburg · Macedonië · Madagaskar · Malawi · Malediven · Maleisië · Mali · Malta · Marshalleilanden · Marokko · Mauritanië · Mauritius · Mexico · Micronesië · Moldavië · Monaco · Mongolië · Montenegro · Mozambique · Myanmar · Namibië · Nauru · Nederland · Nederlandse Antillen · Nepal · Nicaragua · Nieuw-Zeeland · Niger · Nigeria · Noord-Korea · Noorwegen · Oeganda · Oekraïne · Oezbekistan · Oman · Oostenrijk · Oost‑Timor · Pakistan · Palau · Palestina · Panama · Papoea-Nieuw-Guinea · Paraguay · Peru · Polen · Portugal · Puerto Rico · Qatar · Roemenië · Rusland · Rwanda · Saint Kitts en Nevis · Saint Lucia · Saint Vincent en Grenadines · Salomonseilanden · Samoa · San Marino · Sao Tomé en Principe · Saoedi-Arabië · Senegal · Servië · Seychellen · Sierra Leone · Singapore · Slovenië · Slowakije · Soedan · Somalië · Spanje · Sri Lanka · Suriname · Swaziland · Syrië · Tadzjikistan · Tanzania · Thailand · Togo · Tonga · Trinidad en Tobago · Tsjaad · Tsjechië · Tunesië · Turkije · Turkmenistan · Tuvalu · Uruguay · Vanuatu · Venezuela · Verenigde Arabische Emiraten · Verenigde Staten · Vietnam · Wit-Rusland · Zambia · Zimbabwe · Zuid-Afrika · Zuid-Korea · Zweden · Zwitserland
Uitgesloten van deelname: Brunei